# Castello di Kyrenia
Il castello di Kyrenia (in greco Κάστρο της Κερύνειας?, in turco Girne Kalesi), è un castello del XVI secolo costruito dai veneziani su una precedente fortificazione crociata. Si trova all'estremità orientale del vecchio porto di Kyrenia. All'interno delle sue mura si trova una cappella del XII secolo che mostra capitelli tardo romani riutilizzati e il Museo del naufragio.

## Storia
Kyrenia esiste dal X secolo a.C. Gli scavi hanno portato alla luce tracce greche che risalgono al VII secolo a.C., ma il sito si sviluppò in una città sotto il dominio romano.

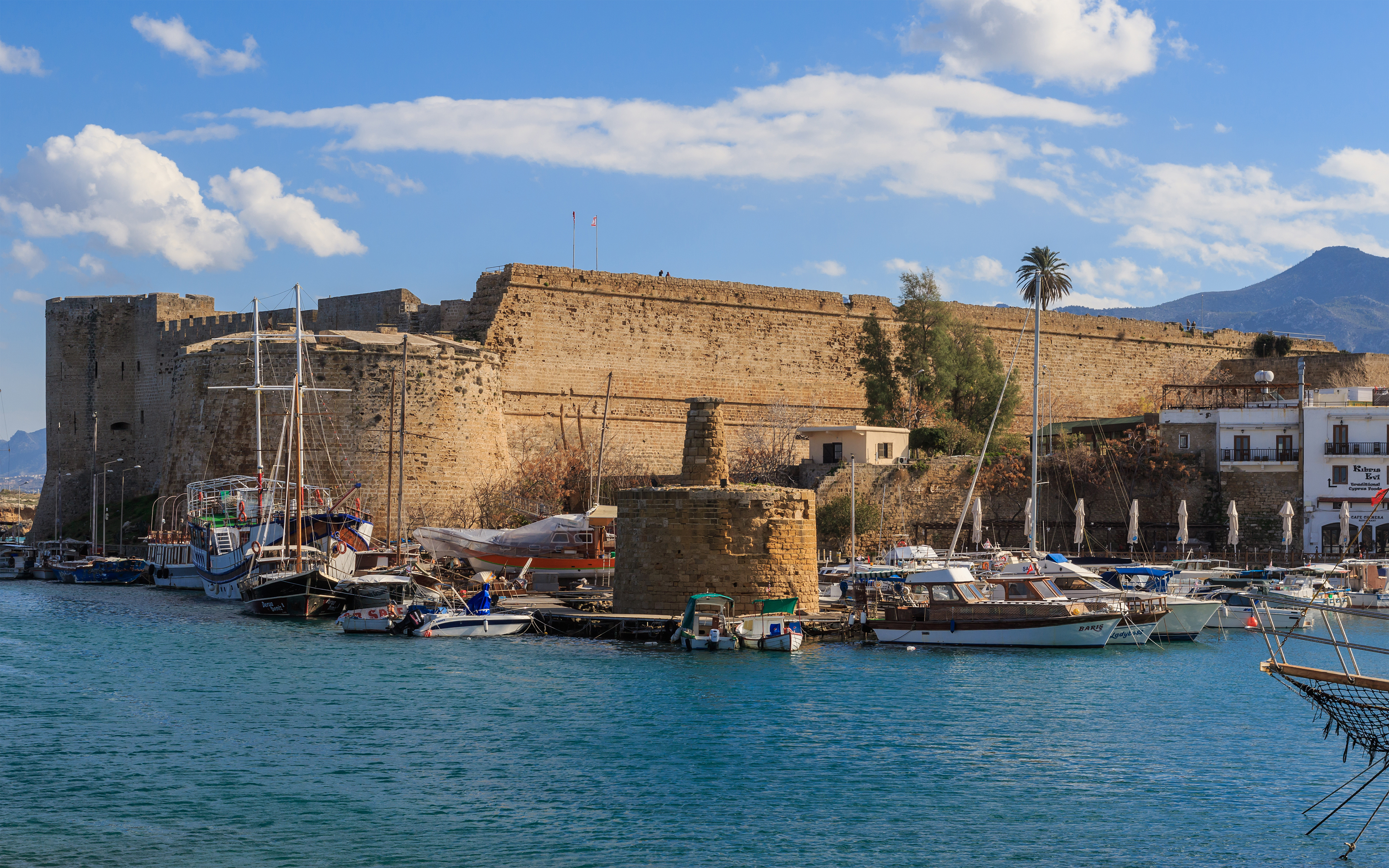
Il Castello di Kyrenia, visto dal porto vecchio

Le ricerche effettuate sul sito suggeriscono che i bizantini costruirono il castello originale nel VII secolo per proteggere la città dalla nuova minaccia marittima araba. Il primo riferimento storico al castello risale al 1191, quando il re Riccardo I d'Inghilterra lo catturò mentre si recava alla Terza crociata sconfiggendo Isacco Comneno, un nuovo governatore locale che si era autoproclamato imperatore.
Dopo un breve periodo, Riccardo vendette l'isola ai Cavalieri templari che non poterono controllarla a causa della rivolta contadina, e poi a suo cugino Guido di Lusignano, l'ex re di Gerusalemme. Quest'ultimo avviò i 300 anni del regno franco dei Lusignano di Cipro (1192-1489). Inizialmente il castello era piuttosto piccolo. Giovanni di Ibelin lo ingrandì tra il 1208 e il 1211. La funzione principale del Castello era di natura militare e le migliorie consistevano in un nuovo ingresso, con torri quadrate e a ferro di cavallo, feritoie per arcieri e segrete.
Il castello subì numerosi assedi. Un attacco genovese nel 1373 distrusse quasi il castello, e il più lungo degli assedi, nel XV secolo, durò quasi quattro anni e ridusse gli sfortunati occupanti a mangiare topi e ratti. Nel 1489 i veneziani presero il controllo di Cipro e nel 1540 ampliarono il castello, dandole l'aspetto odierno. Le modifiche principali, come l'aggiunta di spesse mura e feritoie per i cannoni, furono gli adattamenti ai cambiamenti nella guerra sotto forma di artiglieria con polvere da sparo. I veneziani installarono anche porte per cannoni a tre livelli in modo da poter dirigere il fuoco dei cannoni contro gli attaccanti da terra. All'interno del castello costruirono enormi lunghe rampe per poter trascinare l'artiglieria sulle mura. Terminati i lavori al castello, le sue mura inglobarono anche la chiesetta di San Giorgio, che i bizantini fecero forse costruire nell'XI o XII secolo.

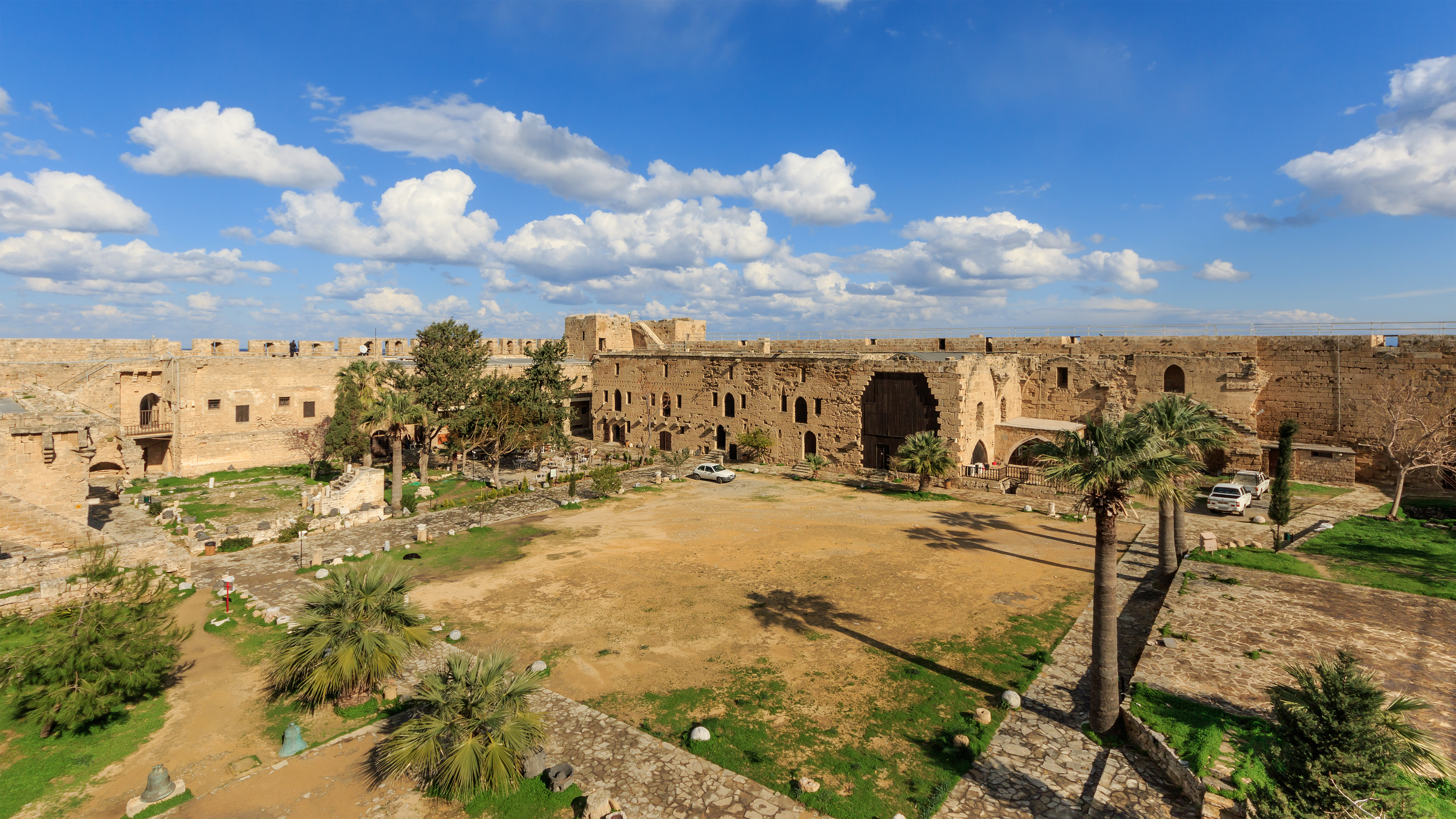
Il cortile del castello di Kyrenia

Nel 1570 Kyrenia si arrese agli ottomani. Anche gli ottomani apportarono modifiche al castello, ma gli inglesi le rimossero durante la loro occupazione. Il castello contiene la tomba dell'ammiraglio ottomano Sadik Pasha. Gli inglesi usarono il castello come caserma della polizia e scuola di addestramento e anche come prigione per i membri dell'organizzazione greco-cipriota EOKA.
Il Dipartimento delle Antichità di Kyrenia assunse la custodia del castello nel 1950, anche se tornò sotto il controllo britannico durante le turbolenze dell'EOKA. Il Dipartimento riprese il controllo nel 1959 e dal 1960 il castello aprì al pubblico. Tuttavia, nel periodo dal 1963 al 1967 la Guardia Nazionale cipriota utilizzò il castello come quartier generale militare. Dopo l'invasione turca di Cipro, nel 1974 il Dipartimento delle Antichità e dei Musei di Girne assunse la responsabilità della conservazione e dell'utilizzo del castello. Il Dipartimento conserva le icone raccolte dalle chiese nell'area di Kyrenia prima del 1974 e le custodisce nelle stanze chiuse del castello. Alcuni di questi sono in mostra nella Chiesa dell'Arcangelo Michele.

## Funzionalità attuali
Il fossato sul lato di terra del castello era pieno d'acqua prima del XIV secolo d.C. e fungeva da porto per il castello. Si accede al Castello attraverso il suo ingresso nord-ovest, che si apre su un ponte che scavalca il fossato. Dalla prima porta, posta a nord ovest della cinta fortificata costruita dai veneziani, si accede ad un corridoio a volta che conduce all'ingresso del castello dei Lusignano. Un passaggio a sinistra del corridoio dà accesso alla Chiesa cruciforme di San Giorgio. La cupola di questa chiesa poggia su colonne marmoree con capitelli corinzi, recuperate da un edificio più antico altrove e qui collocate.
La tomba nel corridoio d'ingresso del castello di Lusignano appartiene all'ammiraglio ottomano Sadik Pasha che conquistò Kyrenia nel 1570. Il corridoio conduce poi all'ampio cortile interno del castello, fiancheggiato da guardiole, stalle e alloggi. Sono di epoca lusignana le stanze ad arco (camere delle guardie reali, carceri, ecc.) a nord e ad est del cortile. Al periodo lusignano risalgono anche i quartieri reali ad ovest del cortile, così come le grandi finestre ad arco del tempietto latino. Nella parte meridionale del cortile si trovano fortificazioni e resti di epoca bizantina. Le rampe conducono alle difese sulle parti superiori delle mura. Si possono salire i gradini degli appartamenti reali dei Lusignano e di una piccola cappella. Le profondità del castello di Kyrenia contengono dungeon, magazzini e polveriere. Fuori dal cortile, vi è una stanza che mostra i reperti di vari siti archeologici come la tomba del villaggio di Akdeniz, l'insediamento neolitico di Vrysi e la tomba dell'età del bronzo di Kirni.

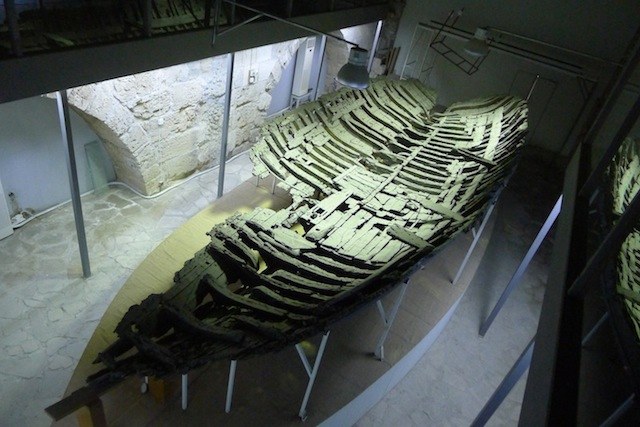
La nave di Kyrenia

## Museo del naufragio
Una delle sale che si affacciano sul cortile ospita il Museo del naufragio, che espone i resti di una nave mercantile greca del IV secolo a.C., una delle navi più antiche mai recuperate, insieme al suo carico. Nel 1965 Andreas Kariolou, un subacqueo greco-cipriota, scoprì la nave, carica di macine e anfore di vino di Kos e Rodi. La nave stava salpando per Cipro quando naufragò a causa di una tempesta al fuori dal porto di Kyrenia. Nel 1967 mostrò il relitto agli archeologi. Un team, guidato da Michael Katsev del Museo di Archeologia e Antropologia dell'Università della Pennsylvania, studiò in seguito il relitto dal 1969 al 1974. La nave aveva già circa 80 anni quando affondò. Oggi, i 14 metri della struttura in pino d'Aleppo rivestito di piombo, è conservato in un ambiente appositamente controllato nel Museo, insieme alle sue anfore.

## Riferimenti nella cultura di massa
Gran parte del gioco per PlayStation Portable Assassin's Creed: Bloodlines si svolge a Kyrenia e nel castello.